# 日本公眾假期
日本公眾假期，在狹義上指國民祝日（日语：／ kokumin no shukujitsu */?），即國定的紀念日，廣義上還包括國民休日（／ kokumin no kyūjitsu）與補休日（／ furikae kyūjitsu）。「國民祝日」是日本的法律《國民祝日法》（簡稱祝日法，昭和23年法律第178號）第2條規定的假日，由1948年（昭和23年）7月20日施行。過去也與祭日合稱「祝祭日」，目前已廢止，現在日本亦不存在法定的「祭日」。目前，日本每年的「國民祝日」合计为16天。

## 國民祝日列表
| 名稱         | 日文原名 | 日期            | 意义                                     | 备注                                                                                                  |
| ------------ | -------- | --------------- | ---------------------------------------- | --- |
| 元日         |          | 1月1日          | 庆祝新年到来，是一年当中最重要的节日。   | 不少机构会从12月底休假至1月初。                                                                       |
| 成人之日     |          | 1月第2個星期一  | 为年轻人庆祝成年礼的节日。               | 明治维新前为农历正月十五日，后改为西历1月15日，2000年起因快乐星期一制度改为在每年一月的第二个星期一。 |
| 建國紀念之日 |          | 2月11日         | 神武天皇即位日，为庆祝日本国建立的节日。 | |
| 天皇誕生日   |          | 2月23日         | 庆祝日本今上天皇（在位中的天皇）生日。   | 天皇誕生日的庆祝时间以今上天皇的生日为准，现时的天皇誕生日为德仁天皇的2月23日。                       |
| 春分之日     |          | 春分日          | 歌颂自然，爱护生物的节日。               | |
| 昭和之日     |          | 4月29日         | 昭和天皇诞生日。                         | 不少机构会选择连休，形成“黄金周”长假期。                                                              |
| 憲法紀念日   |          | 5月3日          | 纪念日本国宪法正式实施的节日。           | 不少机构会选择连休，形成“黄金周”长假期。                                                              |
| 綠之日       |          | 5月4日          | 感谢自然恩惠的节日。                     | 不少机构会选择连休，形成“黄金周”长假期。                                                              |
| 儿童之日     |          | 5月5日          | 祈愿孩子健康成长的节日。                 | 不少机构会选择连休，形成“黄金周”长假期。                                                              |
| 海之日       |          | 7月第3個星期一  | 感谢大海恩惠的节日。                     | 原为7月20日，2003年起因快乐星期一制度改为在每年七月的第三个星期一。                                   |
| 山之日       |          | 8月11日         | 感谢大山恩惠的节日。                     | |
| 敬老之日     |          | 9月第3個星期一  | 敬爱老人、祝愿长寿的节日。               | 原为9月15日，2003年起因快乐星期一制度改为在每年九月的第三个星期一。                                   |
| 秋分之日     |          | 秋分日          | 尊敬、缅怀祖先的节日。                   | |
| 體育之日     |          | 10月第2個星期一 | 为爱好体育、培养健康的心身的节日，       | 原为10月10日，2000年起因快乐星期一制度改为在每年十月的第二个星期一。                                  |
| 文化之日     |          | 11月3日         | 热爱自由和平、促进文化的节日。           | |
| 勤勞感謝之日 |          | 11月23日        | 促進勞動者權益的节日。                   | |

註：休日如為星期日，則在星期一補休一天。

## 与皇室相关的假期
举行与皇室有关的祝贺或吊唁活动时，会特别制定当年的特殊法律，将举行活动的日子指定为当年的特别假期。按照规定会将补充的法律中规定的日期应视为等同于《国民祝日法》中规定的假期。
| 时间                       | 星期   | 事件                     | 法律条文                                                              |
| -------------------------- | ------ | ------------------------ | --------------------------------------------------------------------- |
| 1959年（昭和34年）4月10日  | 星期五 | 皇太子明仁的结婚仪式     | 将皇太子明仁親王的结婚仪式之日作为休息日的法律 （页面存档备份，存于） |
| 1989年（平成元年）2月24日  | 星期五 | 昭和天皇的大喪之禮       | 将昭和天皇的葬礼之日定为休息日的法律 （页面存档备份，存于）           |
| 1990年（平成2年）11月12日  | 星期一 | 即位礼正殿之仪（明仁）   | 将即位礼之日定为休息日的法律 （页面存档备份，存于）                   |
| 1993年（平成5年）6月9日    | 星期三 | 皇太子德仁亲王的结婚仪式 | 将皇太子德仁親王的结婚仪式之日作为休息日的法律 （页面存档备份，存于） |
| 2019年（令和元年）5月1日   | 星期三 | 德仁天皇即位             | 将天皇即位之日和即位礼之日定为休息日的法律 （页面存档备份，存于）     |
| 2019年（令和元年）10月22日 | 星期二 | 即位礼正殿之仪（德仁）   | 将天皇即位之日和即位礼之日定为休息日的法律 （页面存档备份，存于）     |